# Dąbrowa Białogardzka
Dąbrowa Białogardzka (deutsch Damerow, Kr. Belgard) ist ein Dorf in Polen, neun Kilometer nordöstlich von Świdwin (Schivelbein). Es gehört zur Landgemeinde Rąbino (Groß Rambin) im Powiat Świdwiński in der Woiwodschaft Westpommern.

## Geschichte
Das pommersche Dorf Damerow mit seinem Vorwerk Röglin (früher: Klein und Groß Röglin, heute polnisch: Rogalino) gehörte bis 1945 zum Kreis Belgard. Seine südliche Gemeindegrenze ist die Rega, die bis zu ihrer Zusammenlegung 1932 die Kreise Belgard und Schivelbein trennte.
Im Jahr 1322 wird Damerow zum ersten Male urkundlich erwähnt. Im Jahr 1935 allerdings fand man vorgeschichtliche Gräber und Urnen schon aus der Zeit um 1000 vor Christi Geburt. Über vier Jahrhunderte stand der Ort unter der „Regie“ der Familie Ramel. 1735 kamen das Erb-Lehngut Röglin und der Rittersitz in Damerow in den Besitz derer von Sydow, danach an die Familien von Stechow und Zezenow. 1838 wurde Damerow und seine Vorwerke von Leutnant von Hagen gekauft, der seit 1829 Besitzer des Gutes in Langen (heute Łęgi) war.
Im Jahr 1856 lebten 304 Menschen in der Gemeinde, im Jahr 1939 waren es dann 435 (in 104 Haushaltungen). Bahnstation war Nelep (Nielep) an der Reichsbahnstrecke Berlin – Stettin – Köslin – Danzig – Königsberg, lediglich eine kleine Nebenstraße stellte für Damerow die Verbindung nach Schivelbein bzw. Groß Rambin – Belgard her.
Bis 1945 gehörte Damerow mit Röglin zum Amtsbezirk und Standesamtsbereich Alt Schlage (Sława). Amtsgerichtsbezirk war Bad Polzin (Połczyn-Zdrój). Letzter Bürgermeister war Gerhard Keppenberg, letzter Amtsvorsteher Paul Röpke. Damerow wurde Anfang März 1945 kampflos von der Roten Armee besetzt. Infolge des Zweiten Weltkrieges kam Damerow mit Röglin zu Polen.
Heute ist Dąbrowa Białogardzka Teil der Gmina Rąbino; Rogalino dagegen gehört zur Landgemeinde Świdwin.

## Kirche
Damerow mit Röglin gehörte bis 1945 zur Kirchengemeinde Alt Schlage im Verbund des Kirchspiels Ziezeneff (Cieszeniewo). Damit waren die Orte dem Kirchenkreis Schivelbein in der Kirchenprovinz Pommern der Evangelischen Kirche der Altpreußischen Union zugeordnet. Das Kirchenpatronat von Alt Schlage oblag dem Gutsbesitzer von Hagen zu Neu Schlage. 1940 lebten im Kirchenbezirk Alt Schlage 765 Gemeindeglieder (bei 2663 im gesamten Kirchspiel). Letzter deutscher Pfarrer des Kirchspiels Ziezeneff war Paul Blank. Die Kirchenbücher gelten seit 1945 als verschollen.
Evangelische Einwohner gehören heute zur Parafia (Parochie) Koszalin (Köslin) der Diecezja Pomorsko-Wielkopolskia (Diözese Pommern-Großpolen) – Sitz in Sopot (Zoppot) – der Kościół Ewangelicko-Augsburski (Luterański) w Polsce (Evangelisch-Augsburgische (d. h. lutherische) Kirche in Polen). Nächster Gottesdienstort ist die Kapelle in Świdwin (Schivelbein), ul. Cmentarna 1.

## Schulen
Der Gutsherr von Hagen ließ ein Schulhaus mit Lehrerwohnung bauen und stellte gleichzeitig Ackerland für den jeweiligen Schulleiter zur Verfügung. Zuletzt wurden die Schulen in Damerow und Röglin von den Lehrern Otto Schmidt und Krüger geleitet.

## Sehenswürdigkeiten
Sehenswert ist der alte Landschaftspark aus dem 19. Jahrhundert.

## Söhne und Töchter des Ortes
- Gerhard Beier (1919–2005), deutscher Politiker (SPD) und Mitglied des Abgeordnetenhauses von Berlin, Ritterkreuzträger